# Esperimento di Meselson-Stahl
L'esperimento di Matthew Meselson e Franklin Stahl del 1958 è stato fondamentale per determinare il meccanismo semiconservativo di replicazione del DNA.
All'epoca era già noto ed accettato il modello a doppia elica del DNA proposto da James Watson e Francis Crick.
Questo modello prevedeva che le due eliche di DNA si appaiassero tra loro a formare una doppia elica mediante interazioni deboli (legami ad idrogeno, repulsione elettrostatica dei gruppi fosfato, interazione idrofobica delle basi azotate). 
Prevedeva inoltre che le due eliche interagissero a livello delle basi azotate, ed in particolare erano possibili solo gli appaiamenti complementari Adenina -- Timina e Citosina -- Guanina.
Watson e Crick proposero (in realtà in modo velato e senza portare alcuna dimostrazione) che, dato che gli appaiamenti possibili erano esclusivamente quelli appena citati, ognuna delle due eliche contenesse l'informazione necessaria a costruire l'elica complementare. Questo suggeriva un sistema semplice ed efficiente per replicare il materiale genetico: nel momento della replicazione le due eliche si sarebbero dovute separare ed ognuna di queste sarebbe servita da stampo per l'elica complementare.
In tal senso si parla di replicazione semiconservativa dal momento che nelle nuove doppie eliche uno dei due filamenti era presente nella doppia elica originale, l'altro è di nuova sintesi.
All'epoca dell'esperimento che ci si appresta a descrivere, oltre al modello della replicazione semiconservativa erano stati proposti altri due meccanismi: la replicazione conservativa e la replicazione distributiva.
La replicazione conservativa prevedeva che a partire da una doppia elica di DNA, in seguito alla replicazione se ne ottenessero due: la prima contenente entrambi i filamenti originari e la seconda contenente due filamenti complementari di nuova sintesi.
La replicazione distributiva poteva essere immaginata come una via di mezzo rispetto a quella semiconservativa e a quella conservativa.

## Schema dell'esperimento
Meselson e Stahl fecero crescere dei batteri Escherichia coli in un terreno di coltura ricco dell'isotopo pesante 15N. Questi microorganismi metabolizzarono l'15N che quindi venne ad essere introdotto in molte molecole biologiche; tra queste molecole bisogna ricordare le basi azotate del DNA.
In questo modo il DNA presente nei batteri era un "DNA pesante", poiché inglobava atomi di azoto più pesanti della norma.
I due scienziati si assicurarono di mantenere i batteri in questo terreno di coltura per un tempo tale da garantire che tutto il DNA fosse effettivamente pesante.
Alcuni batteri furono poi prelevati, lisati e, con opportune tecniche di laboratorio, venne estratto il loro DNA.
Quest'ultimo venne aggiunto ad una provetta contenente una soluzione concentrata di Cloruro di Cesio (CsCl 6M).
La provetta fu poi centrifugata. In queste condizioni nella provetta si forma un gradiente di densità dal momento che il CsCl tende a concentrarsi verso il fondo della stessa.
Una volta che si è formato il gradiente di densità, il DNA (ma in generale qualunque molecola nella provetta) migra per fermarsi nella regione della soluzione che ha densità uguale alla sua.
Il DNA può essere messo in evidenza in seguito all'introduzione di particolari sostanze che si legano ad esso e divengono visibili se illuminate da luce ultravioletta.
Questa particolare tecnica prende il nome di centrifugazione in gradiente di densità (o isopicnica) e in questo contesto, come si capirà in seguito, serve a "pesare" il DNA estratto.
Ciò che si vide sperimentalmente fu una banda verso il fondo della provetta.
A questo punto alcuni batteri furono trasferiti dal primo terreno di coltura in un nuovo terreno "standard", in cui cioè era presente 14N anziché 15N. I microorganismi metabolizzarono l'azoto includendolo nelle basi azotate dei nucleotidi che andranno a formare (tra le altre cose) le nuove eliche di DNA.
Trascorsi venti minuti, ovvero il tempo necessario per la formazione di una nuova generazione di batteri (ovvero replicazione del DNA), alcuni batteri furono prelevati dal terreno "standard", furono lisati e venne estratto il DNA.
In seguito ad una centrifugazione in gradiente di densità si ottenne un'unica banda posta in posizione superiore rispetto a quella del caso precedente: il DNA era quindi più leggero. Questi risultati esclusero subito la possibilità della replicazione conservativa, poiché, per confermare questo modello, a seguito dell'esperimento avrebbero dovuto formarsi due catene molto diverse l'una dall'altra (che avrebbero formato due bande e non una, come invece accadde): una più in basso, quindi pesante, identica a quella di partenza, e una in alto nella provetta, leggera, fatta solo dai filamenti di nuova sintesi. Tuttavia non poteva ancora essere escluso il modello dispersivo, poiché il peso intermedio del nuovo filamento poteva essere dovuto all'alternanza sulle eliche del DNA di zone con l'azoto leggero e zone con l'azoto pesante.
Trascorso il tempo necessario per la successiva replicazione del DNA, venne ripetuta la suddetta procedura. In questo caso si ottennero due bande: la prima in posizione nettamente superiore a quelle ottenute nei casi precedenti, la seconda nella stessa posizione di quella dell'esperimento precedente. Questo risultato escludeva, dunque, il modello dispersivo: la formazione di due bande distinte dimostrava che non vi era un rimescolamento casuale di parti di DNA leggero e parti di DNA pesante, infatti in questo caso si sarebbe formata solamente una banda che, di generazione in generazione, si sarebbe depositata sempre più in alto, fino a raggiungere la zona corrispondente alla densità del 14N (poiché il terreno di coltura era sempre il 14N, leggero). Invece la formazione di due bande nette dimostrava che il filamento pesante si andava conservando sempre uguale (appaiato sempre ad un filamento leggero) per cui la molecola di DNA col filamento pesante si depositava sempre nello stesso punto. Di generazione in generazione, la banda di DNA leggero si inspessiva (perché si continuava a far riprodurre i batteri nell'azoto leggero), ma la banda di DNA intermedio si conservava sempre.
Riassumendo, possiamo identificare:
- un DNA "pesante". In cui erano presenti due filamenti 15N.
- un DNA "medio". In cui era presente un filamento 15N e un filamento 14N.
- un DNA "leggero". In cui erano presenti due filamenti 14N.